# Кламат (језеро)
Кламат (енгл. Klamath Lake) је језеро у Сједињеним Америчким Државама. Налази се на територији америчке савезне државе Орегон. Површина језера износи 249 km².